# Heinrich von Sandomir

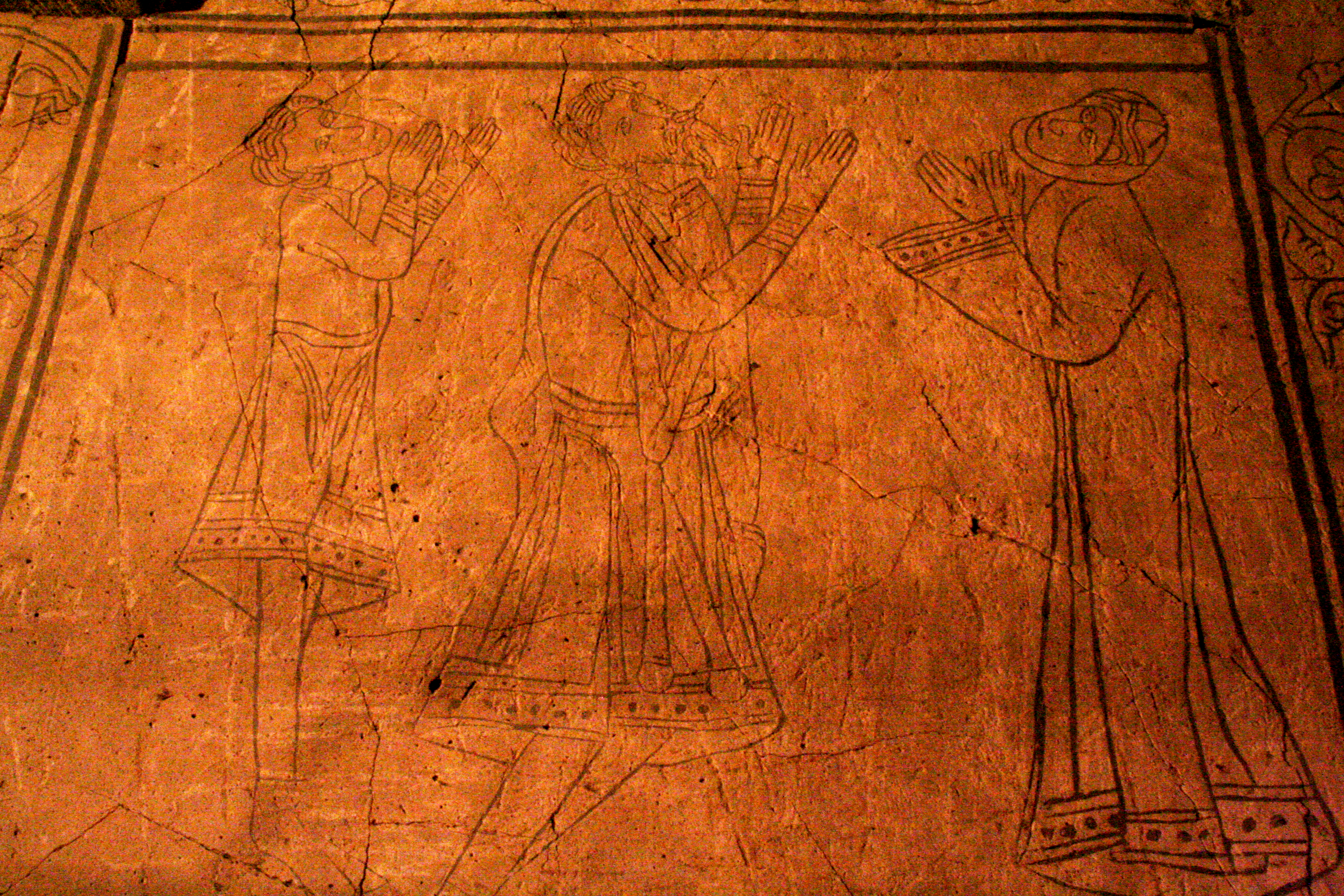
Grabplatte

Heinrich von Sandomir (* um 1130; † am 18. Oktober 1166) war ein polnischer Herzog von Sandomir und Kreuzfahrer. Er entstammte dem Adelsgeschlecht der Piasten.

## Leben
Heinrich war der zweitjüngste Sohn des polnischen Herzogs Bolesław III. Schiefmund († 1138) und der Salome von Berg. Er erhielt seinen 
Namen nach seinem Großvater Heinrich von Berg († vor 1116). Nach dem Tod seines Vaters erhielt er zunächst keine eigenen Ländereien. Erst nachdem sein Halbbruder und Seniorherzog Władysław II. aus Krakau und Schlesien vertrieben worden war, übergaben ihm seine Brüder 1146 das Herzogtum Sandomir. Von 1147 bis 1148 nahm er am Zweiten Kreuzzug teil. 1149 war er zusammen mit seinem Bruder Bolesław IV. an der polnischen Intervention in der Kiewer Rus zugunsten von Isjaslaw II. beteiligt. 1154 führte er erneut ein polnisches Kontingent im Heiligen Land an. Nach seiner Rückkehr nach Polen unternahm er zusammen mit seinen Brüdern Bolesław IV. und Mieszko III. Kreuzzüge gegen die heidnischen Pruzzen in Preußen. Daneben tat sich Heinrich als Kirchenstifter hervor. In seinem Herzogtum stiftete er unter anderem das Johanniterkloster und -spital in Stara Zagość, eine Stiftskirche in Wiślica (an ihrer Stelle steht heute die Stiftsbasilika Mariä Geburt) und die Kollegiatstiftskirche St. Martin in Opatów für den Templerorden. Auch an der Stiftung der Augustiner Chorherren in Czerwińsk nad Wisłą an der mittleren Weichsel in Masowien war er beteiligt. 1166 nahm er erneut an einem Kreuzzug gegen die Pruzzen mit seinem Bruder Bolesław IV. teil. Hierbei geriet er unweit des Sees Wieczno im nördlichen Kujawien (dem späteren Kulmerland) in einen Hinterhalt und fand den Tod. Sein Herzogtum vermachte er seinem jüngsten Bruder Kasimir II. Dieser konnte das Erbe jedoch erst später und nur teilweise antreten.

## Ehe und Familie
Heinrich heiratete nicht und hatte keine Kinder. Er wurde in der von ihm gestifteten Stiftsbasilika in Wiślica beigesetzt. Sein Bruder Bolesław IV. stiftete für ihn um 1175 eine Grabplatte in der Kirche, die bis zum heutigen Tag erhalten ist.